# 賈雷爾哈奇湖
賈雷爾哈奇湖（羅馬化：Dzharylhach），是烏克蘭的湖泊，位於該國克里米亞半島，長8.5公里、寬2.3公里，面積8.3平方公里，平均水深0.5米，最大水深1.6米，集水區面積268平方公里。